# Groznensky (huyện)
Huyện Groznensky (tiếng Nga: ? райо́н) là một huyện hành chính tự quản (raion), của Chechnya, Nga. Huyện có diện tích 1522 kilômét vuông, dân số thời điểm ngày 1 tháng 1 năm 2000 là 101000 người. Trung tâm của huyện đóng ở Groznyy.